# Andrés Cotrino
Andrés Cotrino (Colombia; el 1 de diciembre de 1999) es un actor colombiano de televisión quien se ha desempañado por hacer roles infantiles estelares en la cadena hispana de Telemundo. Se dio a conocer interpretando a Emilio García en la producción de Alguien te mira a lo que le siguieron telenovelas como Corazón valiente, Silvana sin lana, Al otro lado del muro y más recientemente participación en La suerte de Loli como Gabriel.

## Filmografía

### Televisión
| Año       | Título                | Personaje                               |
| --------- | --------------------- | --------------------------------------- |
| 2021      | La suerte de Loli     | Gabriel Mercado                         |
| 2018      | Al otro lado del muro | Bennie                                  |
| 2016-2017 | Silvana sin lana      | Juanito Bermúdez                        |
| 2012-2013 | Corazón valiente      | Nicolás de la Vega/Nicolás Del Castillo |
| 2011-2012 | Grachi                | Roberto Esquivel                        |
| 2011-2012 | La casa de al lado    | Diego Ruiz                              |
| 2010-2011 | Alguien te mira       | Emilio García Larraín                   |